# TSV Hagen 1860
TSV Hagen 1860 (e. V.) ist der größte und älteste Sportverein in Hagen. Im Verein werden über 24 verschiedene Sportarten betrieben. Für Nichtmitglieder steht ein Kursprogramm, u. a. mit Unterstützung der Krankenkassen, zur Verfügung.
Zu den angebotenen Sportarten gehören: Aikido, brasilianisches Jiu-Jitsu, Badminton, Basketball (Damen- und seit 2011 wieder Herrenbasketball), Faustball, Fechten, Frauengymnastik, Freizeitsport, Fußball, Handball, Jiu Jitsu, Judo, Kinderturnen, Kung-Fu, Leichtathletik, Schach, Schwimmen, Squash, Taekwondo, Tanzsport, Tennis, Tischtennis, Volleyball, Wandern.
Für 21 Jahre hatte Ralf Pinkvoss den Verein geleitet. Im Jahr 2014 übernahm Atila Tasli die Funktion des 1. Vorsitzenden. Als Stellvertreter agieren Andreas Kurz (Sport) und Maria Bürger (Wirtschaft). Ehrenvorsitzender war bis zu seinem Tod 2017 Friedhelm Tenne; seit 2018 ist Ralf Pinkvoss Ehrenvorsitzender.
Auf der vereinseigenen Anlage, die seit 1975 besteht und gut 55.000 m² umfasst, stehen ein Fußballplatz, zwei Beachplätze, acht Tennisplätze, eine Gymnastikhalle, zwei Kursräume und eine Budohalle zur Verfügung. Die Geschäftsstelle des Vereins wird durch hauptamtliche Mitarbeiter betreut.
Über das Stadtgebiet verteilt und in der Sportanlage bietet der TSV Hagen 1860 jede Woche über 150 Sportangebote, für Frauen und Männer aller Altersklassen an.
Sportliche Erfolge feiert/feierte insbesondere die Faustball-Mannschaft um Dirk Schachtsiek. Sie wurden "Weltcup-Sieger" und vereinigten viele europäische und deutsche Meistertitel in Halle und auf dem Feld auf sich.
Ferner spielte die erste Damen-Basketballmannschaft in der 2. Bundesliga unter dem Namen "Phoenix-Ladies", 2016 trennte sich Phoenix Hagen von den Damen. Sie spielen nun unter wieder unter dem Namen des Heimatvereins. Alle Jugendmannschaften der Basketballerinnen schafften es 2008 in die Deutschen Endrunden.
Leichtathletische Spitzenathleten begannen häufig ihre Karriere im TSV Hagen 1860 und wechselten dann zu anderen NRW-Leichtathletikvereinen wie Bayer Leverkusen oder Wattenscheid.
Ebenfalls erfolgreich ist das "Fechtzentrum Hagen". Dieser Abteilung gelingen nationale Erfolge im Jugend- und Erwachsenenbereich.